# Machimus mauritanicus
Machimus mauritanicus är en tvåvingeart som beskrevs av Joseph Charles Bequaert 1964. Machimus mauritanicus ingår i släktet Machimus och familjen rovflugor. Inga underarter finns listade i Catalogue of Life.